# Kohler (Familienname)
Kohler ist ein deutscher Familienname.

## Herkunft und Bedeutung
Kohler war eine Variante für die Berufsbezeichnung des Köhlers.

## Namensträger

### A
- Adrian Kohler (1958–2011), Schweizer Manager
- Albert Kohler (1883–1946), Schweizer Maler
- Albert Kohler (Mediziner) (1890–1960), deutscher Röntgenologe und Hochschullehrer
- Alfred Kohler (Mediziner) (1854–1929), Schweizer Mediziner und Rot-Kreuz-Funktionär
- Alfred Kohler (Maler) (1916–1984), deutscher Maler
- Alfred Kohler (Historiker) (* 1943), österreichischer Historiker
- Anne Kohler (* 1967), deutsche Dirigentin, Chorleiterin und Musikpädagogin

### B
- Beat Kohler (* 1974), Schweizer Politiker (Grüne)
- Beate Kohler-Koch (* 1941), deutsche Politikwissenschaftlerin
- Berthold Kohler (* 1961), deutscher Journalist und Herausgeber

### C
- Carmen Birchmeier-Kohler (* 1955), deutsche Genforscherin und Entwicklungsbiologin
- Charles Amédée Kohler (1790–1874), Schweizer Chocolatier und Unternehmer
- Christa Kohler (1928–2004), deutsche Ärztin
- Christine Kohler (1938–1993), Schweizer Mundartschriftstellerin, Lehrerin und Bäuerin

### E
- Eddie Kohler (* 1973), US-amerikanischer Informatiker
- Eleonora Kohler-Gehrig (* 1955), deutsche Hochschullehrerin und Autorin
- Elisabeth Kohler (vor 1800–nach 1850), Schweizer Pietistin
- Elmer Peter Kohler (1865–1938), US-amerikanischer Chemiker
- Erich Kohler (1903–1962), deutscher Boxer
- Ernst Kohler (1884–1980), Schweizer Unternehmer und Politiker (SP)
- Ernst Kohler (Jurist) (1890–nach 1966), deutscher Jurist und Hochschullehrer für Handels- und Wechselrecht
- Ethan Kohler (* 2005), US-amerikanischer Fußballspieler
- Eugène Kohler (1887–1969), französischer Romanist, Hispanist und Italianist

### F
- Foy D. Kohler (1908–1990), US-amerikanischer Diplomat
- Franz Kohler (Manager) (1856–1920), deutscher Verbandsmanager
- Franz Kohler (Künstler) (1937–2015), österreichischer Maler, Zeichner und Glaskünstler
- Friedrich Kohler (Chemiker) (1924–2007), österreichischer Chemiker
- Friedrich Sigmund Kohler (1795–1871), Schweizer Politiker und Richter
- Friedrich Wilhelm Kohler (1754–1810), deutscher Pfarrer, Pädagoge und Schriftsteller
- Fritz Kohler (Jurist) (1904–1969), deutscher Jurist und Richter
- Fritz Kohler (Boxer) (* vor 1950), österreichischer Boxer

### G
- Gabrielle Kaufmann-Kohler (* 1952), Schweizer Rechtswissenschaftlerin
- Georg Kohler (* 1945), Schweizer Emeritus für politische Philosophie
- Gilles Kohler (* 1948), französischer Schauspieler
- Gun-Britt Kohler (* 1971), deutsche Slavistin

### H
- Hans Kohler (Politiker, 1893) (1893–1962), deutscher Mediziner und Politiker (FDP/DVP)
- Hans Kohler (Politiker, 1896) (1896–1970), deutscher Politiker (SPD)
- Hans Kohler (Maler) (1939–2006), Schweizer Maler
- Hans Kohler (Politiker, 1947) (* 1947), österreichischer Politiker (ÖVP)
- Hans Michael Kohler (* 1956), österreichischer Maler
- Heinrich Kohler (1808–1885), deutscher Lithograf und Verleger
- Heinz Kohler (Wirtschaftswissenschaftler) (* 1934), deutschamerikanischer Wirtschaftswissenschaftler und Publizist
- Heinz-Peter Kohler (* 1935), Schweizer Maler und Lithograf
- Helga Kohler-Spiegel (* 1962), österreichische Theologin
- Hermann Kohler (* 1954), französischer Tennisspieler

### I
- Ivo Kohler (1915–1985), österreichischer Psychologe

### J
- Jacob A. Kohler (1835–1916), US-amerikanischer Jurist und Politiker
- Jochen Kohler (* 1975), deutscher Politiker (CSU)
- Johann Kohler, auch Hans Kohler (1839–1916), österreichischer Lehrer, Maler und Politiker
- Johann Michael Kohler (1681–1767), Chirurg, Perückenmacher, Bürgermeister von Tübingen
- Johannes Ignaz Kohler (1908–1994), deutscher Maler und Grafiker
- John Michael Kohler (1844–1900), Industrieller und Bürgermeister von Sheboygan (Wisconsin)
- Josef Kohler (1849–1919), deutscher Jurist
- Jürgen Kohler (* 1965), deutscher Fußballspieler
- Jürgen Kohler (Rechtswissenschaftler) (* 1953), deutscher Rechtswissenschaftler

### K
- Kara Kohler (* 1991), US-amerikanische Ruderin
- Karl Kohler (Architekt) (?–1913), deutscher Architekt
- Karl Kohler (Ingenieur) (1905–1977), deutscher Ingenieur und Hochschullehrer
- Kaufmann Kohler (1843–1926), deutschamerikanischer Theologe
- Klaus J. Kohler (* 1935), deutscher Phonetiker
- Konstantin Kohler (1939–2023), deutscher Theologe
- Kornelia Kohler, deutsche Handballspielerin

### L
- Lukas Kohler (* 1987), deutscher Fußballspieler

### M
- Marcel Kohler (* 1991), deutscher Schauspieler
- Marco Kohler (* 1997), Schweizer Skirennläufer
- Marie Christine Kohler (1876–1943), US-amerikanische Sozialaktivistin und Wohltäterin
- Martin Kohler (Politiker) (1894–1973), deutscher Politiker (NSDAP)
- Martin Kohler (Radsportler) (* 1985), Schweizer Radrennfahrer
- Matthias Kohler (* 1968), Schweizer Architekt und Hochschullehrer, siehe Gramazio & Kohler
- Matthias Kohler (Fußballtrainer) (* 1991), deutscher Fußballtrainer
- Max Kohler (Physiker) (1911–1982), deutscher Physiker
- Max Kohler (1919–2001), Schweizer Maler und Grafiker

### N
- Norbert Kohler (Journalist) (1926–2014), deutscher Journalist
- Norbert Kohler (Ringer) (1930–2003), deutscher Ringer

### O
- Ottmar Kohler (1908–1979), deutscher Arzt
- Otto Kohler (1909–1984), deutscher Geistlicher und NS-Opfer

### P
- Paul Kohler (1913–1994), Schweizer Maler, Fotograf und Sammler
- Peter Kohler (1875–1952), deutscher Landwirt, Politiker und bayerischer Landtagsabgeordneter
- Pierre Kohler (Sprachwissenschaftler) (1887–1956), Schweizer Sprachwissenschaftler, Schriftsteller und Hochschullehrer
- Pierre Kohler (* 1964), Schweizer Politiker

### R
- Raoul Kohler (1921–2013), Schweizer Politiker
- Reiner Kohler (1944–1995), deutscher Schauspieler
- Richard Kohler, Wracktaucher
- Robert E. Kohler (* 1937), US-amerikanischer Wissenschaftshistoriker
- Roland Kohler (* 1953), deutscher Komponist, Musiklehrer, Dirigent
- Rudolf Kohler (1869–nach 1934), deutscher Verwaltungsjurist

### S
- Simon Kohler (1916–1990), Schweizer Politiker
- Stefan Kohler (1894–1964), österreichischer Politiker und Zahnarzt
- Stephan Kohler (1952–2020), deutscher Manager

### T
- Thomas Kohler, deutscher Filmeditor
- Tom Kohler (* 1993), kanadisch-schweizerischer Eishockeyspieler

### U
- Uwe Kohler (* 1966), deutscher Einzelhandelsunternehmer und Aufsichtsratsvorsitzender des Edeka-Verbunds

### W
- Walter Kohler senior (1875–1940), US-amerikanischer Politiker
- Walter Kohler (Maler) (1903–1945), deutscher Kunst- und Glasmaler
- Walter Kohler (Sänger) (1903–1966/1967), österreichischer Sänger und Schauspieler (Emigration in die USA)
- Walter Kohler junior (1904–1976), US-amerikanischer Politiker
- Walter Kohler (Grafiker) (Walter Kohler-Chevalier; 1941–2009), Schweizer Grafiker und Bildhauer
- Werner Kohler (Theologe) (1920–1984), Schweizer evangelischer Missionstheologe und Hochschullehrer
- Werner Kohler (Journalist) (1932–2022), deutscher Journalist
- Werner Kohler (Eishockeyfunktionär) (1945/46–2024), Schweizer Eishockeyfunktionär
- Wilhelm Kohler (Offizier) (1896–1968), deutscher Generalstabsoffizier
- Wilhelm Kohler (Ökonom) (* 1954), österreichischer Ökonom
- Willy Kohler (* 1962), Schweizer Eishockeyspieler und -trainer
- Wolf-Dieter Kohler (1928–1985), deutscher Kunst- und Glasmaler
- Wolfgang Kohler (* 1939), deutscher Ingenieur und Hochschullehrer